# Nowopole (Żuromin)
Pour les articles homonymes, voir Nowopole.
Nowopole (prononciation : [nɔvɔˈpɔlɛ]) est un village polonais de la gmina de Siemiątkowo dans le powiat de Żuromin de la voïvodie de Mazovie dans le centre-est de la Pologne.
Il se situe à environ 6 kilomètres à l'ouest de Siemiątkowo (siège de la gmina), 19 kilomètres au sud de Żuromin (siège du powiat) et à 104 kilomètres au nord-ouest de Varsovie (capitale de la Pologne).

## Histoire
De 1975 à 1998, le village appartenait administrativement à la voïvodie de Ciechanów.